# Chalcoscirtus diminutus

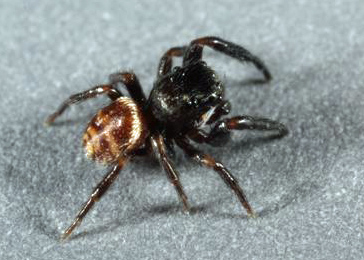
Mannetje

Chalcoscirtus diminutus là một loài nhện trong họ Salticidae.
Loài này thuộc chi Chalcoscirtus. Chalcoscirtus diminutus được Richard C. Banks miêu tả năm 1896.